# Masdevallia sijmiana
Masdevallia sijmiana är en orkidéart som beskrevs av Willibald Königer. Masdevallia sijmiana ingår i släktet Masdevallia och familjen orkidéer. Inga underarter finns listade i Catalogue of Life.